# Lamar Hunt U.S. Open Cup de 2020
A Lamar Hunt U.S. Open Cup de 2020 seria a 107ª edição da US Open Cup, É a mais antiga competição em andamento nos Estados Unidos. O Atlanta United FC é o atual campeão depois de derrotar o Minnesota United FC na final de 2019 .
Os participantes incluirão os clubes americanos da Major League Soccer e os clubes americanos do USL Championship e da USL League One que não são de propriedade de uma equipe da MLS, e os clubes afiliados à MLS são elegíveis. A USL League Two e a National Premier Soccer League qualificarão as equipes com base na classificação da temporada anterior. A quantidade de equipes é determinada pelo US Soccer. A qualificação local é realizada por torneio e foi realizada em 2019. Apresentava 88 times amadores, representando 18 estados diferentes e o Distrito de Columbia (21 diferentes associações estaduais de futebol).  12 equipes qualificadas fora deste torneio. Finalmente, como no ano anterior, o atual campeão da National Amateur Cup, o Newtown Pride FC, se qualifica automaticamente para o torneio. 
A competição foi cancelada devido a pandemia de COVID-19. Todos os times classificados foram convidadas a participar da edição de 2021.

## Participantes
| Entram na Primeira Fase | Entram na Primeira Fase | Entram na Segunda Fase | Entram na Segunda Fase | Entram na Terceira Fase | Entram na Quarta Fase |
| Divisão Aberta | Divisão Aberta | Divisão III | Divisão II | Divisão I | Divisão I |
| ANFEEU/USASA/USCS/USSSA 13 times | NPSL/USL League Two 25 times | NISA/USL League One 14 times | USL Championship 25 times | MLS 23 times | MLS 23 times |
| ANFEEU - Virginia United Football Club USASA - Cal FC - Christos FC - Louisiana Krewe FC - Miami United FC U23 - Nashville United - Newtown Pride FC (2019 NAC champion) - New York Pancyprian-Freedoms - NTX Rayados - Olympic Club - Vereinigung Erzgebirge USCS - Chula Vista FC USSSA - FC Boulder Harpos | NPSL - ASC San Diego - Atlantic City FC - Cleveland SC - Crossfire Redmond - Denton Diablos FC - FC Arizona - FC Davis - FC Motown - Fort Worth Vaqueros - Med City FC - Minneapolis City SC - Naples United FC - Tulsa Athletic - West Chester United SC USL League Two - Chicago FC United - Corpus Christi FC - Des Moines Menace - FC Golden State Force - GPS Portland Phoenix - North Carolina Fusion U23 - SC United Bantams - South Georgia Tormenta FC 2 - The Villages SC - Ventura County Fusion - Western Mass Pioneers | NISA - California United Strikers FC - Chattanooga FC - Detroit City FC - Los Angeles Force - Michigan Stars FC - Oakland Roots - San Diego 1904 FC - Stumptown Athletic USL League One - Chattanooga Red Wolves SC - Forward Madison FC - Greenville Triumph SC - Richmond Kickers - South Georgia Tormenta FC - Union Omaha | - Austin Bold FC - Birmingham Legion - Charleston Battery - Charlotte Independence - Colorado Springs Switchbacks FC - El Paso Locomotive FC - FC Tulsa - Hartford Athletic - Indy Eleven - Las Vegas Lights FC - Louisville City FC - Memphis 901 FC - Miami FC - New Mexico United - North Carolina FC - OKC Energy FC - Orange County SC - Phoenix Rising FC - Pittsburgh Riverhounds SC - Reno 1868 FC - Sacramento Republic FC - Saint Louis FC - San Antonio FC - San Diego Loyal SC - Tampa Bay Rowdies | - Chicago Fire FC - Colorado Rapids - Columbus Crew SC - FC Cincinnati - FC Dallas - Houston Dynamo - Inter Miami CF - Nashville SC - Orlando City SC - San Jose Earthquakes - Sporting Kansas City | - Atlanta United FC - D.C. United - LA Galaxy - Los Angeles FC - Minnesota United FC - New England Revolution - New York City FC - New York Red Bulls - Philadelphia Union - Portland Timbers - Real Salt Lake - Seattle Sounders FC |